# Kosmos 1267
Kosmos 1267 (ros. Космос 1267) – bezzałogowy statek kosmiczny typu TKS, będący częścią testów modułów wyposażonych w materiały naukowe.
Pojazd składał się z przedziału towarowego i kapsuły powrotnej WA (ros. Возвращаемый аппарат). Kapsuła odłączyła się od przedziału towarowego i wróciła na Ziemię 24 maja 1982. Celem pozostałego na orbicie modułu była stacja Salut 6, pojazd zacumował do niej 19 czerwca o 10:52 czasu moskiewskiego. Kosmos 1267 został użyty do kontrolowanego zdjęcia stacji Salut 6 z orbity. Obydwa pojazdy uległy zniszczeniu w atmosferze 29 lipca 1982.